# Ticinosuchus

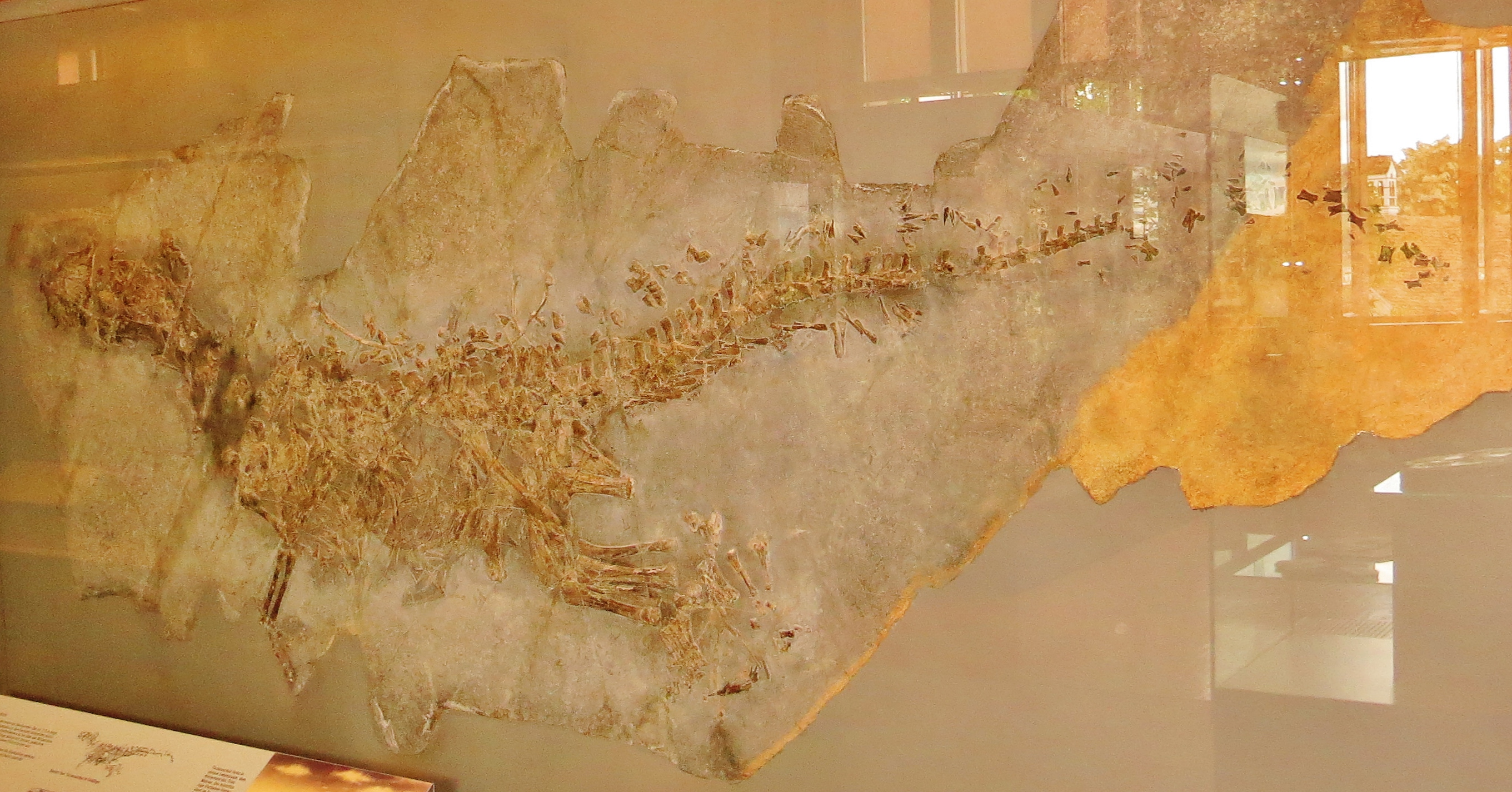
Fossiel

Ticinosuchus is een geslacht van uitgestorven krokodilachtigen, dat leefde in het Midden-Trias. De enige soort in het geslacht is Ticinosuchus ferox. Hun holotype werd ontdekt in de zogenaamde 'grensbitumenzone', een horizon van het Laat-Anisien van Monte San Giorgio in Ticino in Zwitserland en werd voor het eerst wetenschappelijk beschreven door Bernard Krebs in 1965. Het is een compleet en grotendeels coherent maar relatief sterk verplaatst skelet, wat de bepaling moeilijk maakte.

## Uiterlijke kenmerken en levenswijze
Ticinosuchus was een robuust gebouwd dier met een krokodilachtig lichaam. De poten en nek waren echter langer en de staart korter dan die van tegenwoordige krokodillen. Ook de kop laat enkele verschillen met die van krokodilachtigen zien. De schedel leek in veel opzichten op die van een dinosauriër. Hij had bijvoorbeeld een aantal openingen die krokodilachtigen van tegenwoordig niet meer hebben. Bij zijn verwant Prestosuchus was een oogring te zien, ook iets wat hedendaagse krokodilachtigen niet hebben.
Ticinosuchus was vrij klein voor zijn groep. De in India gevonden verwante Yarasuchus was echter nog kleiner en lichter gebouwd. Prestosuchus en Saurosuchus waren juist groter en nog robuuster gebouwd. Toen in Afrika sporen van een dier dat Cheirotherium of Chirotherium werd genoemd werden gevonden dacht men dat deze sporen door Ticinosuchus gemaakt waren. Ticinosuchus had een speciaal enkelgewricht waardoor hij sneller kon rennen dan de meeste andere dieren uit deze tijd. Het is daarom mogelijk dat Ticinosuchus vroege dinosauriërs achterna rende om ze vervolgens met een krachtige beet van zijn kaken te doden. Over het nestelgedrag van Ticinosuchus is zo goed als niets bekend.

## Classificatie
Ticinosuchus was niet lastig te plaatsen omdat hij de basiskenmerken van andere leden van de Prestosuchidae heeft, bijvoorbeeld een kleine welving op de neus en twee kleine kammetjes voor de ogen. Eerst werd van Ticinosuchus gedacht dat hij verwant was aan andere Europese rauisuchiërs als Teratosaurus en Basutodon. Het blijkt nu dat Ticinosuchus een zeer basale prestosuchiër is, wiens ontstaan in het centrale deel van Pangea ligt, het tegenwoordige Afrika. Latere soorten trokken westwaarts naar het huidige Zuid-Amerika. Ticinosuchus was een van de weinige soorten die ook vanuit Centraal-Pangea noordwaarts trokken, naar het huidige Europa. Ticinosuchus is niet de primitiefste prestosuchiër, dat was de Mandasuchus, die in Afrika gevonden is. Het was wel de primitiefste prestosuchiër uit Europa.

## Ecologie
Ticinosuchus is in het Midden-Trias van Zwitserland gevonden, samen met enkele leden van de orde der Nothosauria als Nothosaurus, Ceresiosaurus, Neusticosaurus en Serpianosaurus, de placodonten Macroplacus en Placodus, het mysterieuze zeereptiel Helveticosaurus, de prolacertiformen Tanystropheus en Macronemus, de phytosauriër Rutiodon en enkele vroege pterosauriërs.